# فلاديمير بيريتش
فلاديمير بيريتش هو بارتيزان (وحمل سابقاً جنسية يوغوسلافيا)، ولد في 1919 في بريبولييه ‏ في صربيا، وتوفي في 6 أبريل 1945 في سراييفو في البوسنة والهرسك.